# BAI–Sicasal–Petro de Luanda
A BAI – Sicasal – Petro De Luanda é uma equipa de ciclismo de estrada da UCI Continental com sede em Angola. A equipa foi criada em 2018, antes de se tornar registada na UCI no final de 2018, em preparação para a temporada de 2019

## Elenco de 2019
| Integrantes da equipe 2019    | Integrantes da equipe 2019 | Integrantes da equipe 2019            | Integrantes da equipe 2019 |
| Ciclista                      | Data de nascimento         | Equipe anterior                       |                            |
| ----------------------------- | -------------------------- | ------------------------------------- | -------------------------- |
| Guillaume De Almeida          | 2 julho 1988               | Union sportive de Montauban 82 (2017) |                            |
| Timothy Rugg (1 jan.–26 jul.) | 24 novembro 1985           | Bike Aid (2018)                       |                            |
| Micael Isidoro                | 12 agosto 1982             | Louletano-Hospital de Loulé (2016)    |                            |
|                               |                            |                                       |                            |
| Fonte: ProCyclingStats        |                            |                                       |                            |